# Johan Gundel
Johan Ludvig Aron Gundel (2. března 1875, Ataa – 25. ledna 1941, Ataa) byl grónský lovec a zemský rada zasedající v druhé severogrónské zemské radě.

## Život
Johan Gundel byl synem dánského obchodníka Nielse Christiana Gundela (1818–1891) a jeho grónské manželky Kathrine Pauline Fly (1838–1881)[1]. jedním z jeho synovců byl spisovatel Peter Gundel (1895–1931).
Žil jako lovec v Ilulissatu. V letech 1917–1922 byl po jedno volební období členem Severogrónské zemské rady. Zemřel v roce 1941 ve věku 65 let ve svém rodišti.